# NGC 4451
NGC 4451 هي مجرة تتبع كوكبة العذراء. اكتشفها هاينريش لويس دريست في 1865.

## روابط خارجية
- NGC 4451 على موقع ويكي سكاي: DSS2, SDSS, GALEX, IRAS, Hydrogen α, X-Ray, Astrophoto, Sky Map, Articles and images